# Bernardo Matić
Bernardo Matić (sinh 27 tháng 7 năm 1994) là một tiền vệ bóng đá Croatia, hiện tại thi đấu cho NK Široki Brijeg, mượn từ HNK Rijeka.

## Sự nghiệp câu lạc bộ
Sau khi qua học viện trẻ của NK Junak Sinj và HNK Hajduk Split, Matić ra mắt chuyên nghiệp cho Junak ở Croatian Second Football League 2011–12. Mùa hè 2013 anh gia nhập NK Zagreb. Ngày 17 tháng 2 năm 2017 anh ký bản hợp đồng 1,5 năm với HNK Rijeka, đến tháng 6 năm 2018. Vào tháng 7 năm 2017, Matić được cho mượn đến NK Široki Brijeg ở Giải bóng đá ngoại hạng Bosnia và Herzegovina.

## Sự nghiệp quốc tế
Matić từng thi đấu ở cả U-19 Croatia và U-21 Croatia.